# Pommera
Pommera je francouzská obec v departementu Pas-de-Calais v regionu Hauts-de-France. V roce 2014 zde žilo 322 obyvatel.

## Poloha obce
Obec leží u hranic departementu Pas-de-Calais s departementem Somme.
Sousední obce jsou: Famechon, Halloy, Lucheux (Somme), Mondicourt, Orville a Pas-en-Artois.

## Vývoj počtu obyvatel
Počet obyvatel